# Ancistrocladus abbreviatus
Ancistrocladus abbreviatus är en tvåhjärtbladig växtart som beskrevs av Airy Shaw. Ancistrocladus abbreviatus ingår i släktet Ancistrocladus och familjen Ancistrocladaceae. Utöver nominatformen finns också underarten A. a. lateralis.